# Caussou
Caussou – miejscowość i gmina we Francji, w regionie Oksytania, w departamencie Ariège.
Według danych na rok 2010 gminę zamieszkiwało 68 osób, a gęstość zaludnienia wynosiła 4 osób/km².